# Drăgoiești (okręg Suczawa)
Drăgoiești – wieś w Rumunii, w okręgu Suczawa, w gminie Drăgoiești. W 2011 roku liczyła 1603 mieszkańców.